# الحظ الأخلاقي
يصف الحظ الأخلاقي (الحظ الأخلاقي) الظروف التي يُمنح فيها الفاعل الأخلاقي اللوم أو الثناء الأخلاقي على فعل ما أو عواقبه، على الرغم من أنه من الواضح أن الفاعل المذكور لم يكن لديه سيطرة كاملة على الفعل أو الفعل أو عواقبه. تم تطوير هذا المصطلح، الذي قدمه برنارد ويليامز ،كنظرية أخلاقية متماسكة ، من قبل ويليامز وتوماس ناجل في مقالاتهما الخاصة حول هذا الموضوع. الحظ الأخلاقي، هو مفهوم فلسفي يشير إلى إمكانية حدوث أحداث سعيدة أو غير سعيدة في حياة الشخص بغض النظر عن أفعاله أو خياراته. بعبارة أخرى، يرتبط الحظ الأخلاقي بمسألة كيف تكون الحياة عادلة أو غير عادلة.
يعتبر مفهوم الحظ الأخلاقي أمرًا ذو أثر هام على الفلسفة الأخلاقية ونظرية العدالة. يتناقش بعض الفلاسفة حول ما إذا كان الحظ الأخلاقي يُظهِر عدم العدالة في الحياة، وبالتالي يرى ضرورة التدخل لمعالجة التفاوتات. ومن ناحية أخرى، يرى آخرون أن الحظ الأخلاقي يُعَدُّ جزءًا طبيعيًا من الحياة، وبالتالي يجب على الناس قبوله واستيعابه بأقصى قدر ممكن.
في علم النفس، قد يؤثر مفهوم الحظ الأخلاقي على الصحة العقلية والرفاهية العاطفية. فالأفراد الذين يرون أن الحياة غير عادلة بسبب الحظ الأخلاقي، قد يعانون من شعور بالإحباط والعجز واليأس. بالمقابل، يمكن للأفراد الذين يقبلون وجود الحظ الأخلاقي كجزء من واقع الحياة، أن يكونوا أكثر مرونة وإبداعًا وتفاؤلًا.
من الأهمية بمكان التأكيد على أنه لا ينبغي استخدام الحظ الأخلاقي كذريعة للظلم أو التمييز. بدلاً من ذلك، ينبغي استخدامه كأداة تشجع على التعاطف والتضامن مع الآخرين، بغض النظر عن مسار حياتهم. فهم واحترام الآخرين يمثلان قيمًا أخلاقية أساسية ينبغي تعزيزها في المجتمع.

## المسؤولية والارادة الحرة
بشكل عام ، يميل البشر إلى الربط ، على الأقل بشكل حدسي ، بين المسؤولية والعمل الارادي. وبالتالي ، فإن اللوم الأكبر يقع على عاتق الناس على أفعالهم والعواقب التي يتسببون فيها عندما يكون لدينا سبب وجيه للاعتقاد بأن كليهما :
- تم تنفيذ الإجراء طواعية وبدون أي إكراه خارجي
- فهم اافاعل النطاق الكامل لعواقب قراراته وأفعاله ، حيث كان من الممكن بشكل معقول توقعها في وقت تنفيذ الإجراء أو قبله.

على العكس من ذلك ، هناك ميل لأن نكون أكثر تعاطفًا مع أولئك الذين يستوفون أحد الشروط التالية :
- تم إجبار الفاعل على تنفيذ الإجراء
- قام الفاعل بالعمل بالصدفة وبدون خطأ أو إهمال من جانبه
- في وقت قيامهم بأفعالهم ، لم يكن يعرف الفاعل ، وليس لديه طريقة لمعرفة ، العواقب التي قد تترتب على أفعالهم

بالمناسبة، المعايير المذكورة أعلاه لا تتوافق تمامًا مع المديح الأخلاقي - حيث يمكن أن يحصل على الثناء الأخلاقي أولئك الذين قاموا بأعمال صالحة أو عملوا بطريقة أدت إلى عواقب جيدة، وذلك بمحض إرادتهم ودون إكراه. ولكن هناك شك حول مدى تطبيق نفس التمييز على الأفعال اللاإرادية التي تمت بدون تدخل من الفاعل وكانت لها نتائج إيجابية.
يُعتبر هذا الارتباط بين المسؤولية والعمل التطوعي مقبولًا لمعظم الناس على مستوى حدسي. وفي الواقع، تجد هذه العلاقة تجسيدًا في القوانين الأمريكية والأوروبية. على سبيل المثال، تستلزم جرائم القتل غير المتعمدة أو القتل الدفاعي عن النفس عقوبات قانونية مختلفة بشكل ملحوظ عن القتل العمد الذي يتم التخطيط له مسبقًا وبقصد التصيُّد.

## مشكلة الحظ الأخلاقي
وبالنظر إلى فكرة المساواة بين المسؤولية الأخلاقية والعمل الارادي ، فإن الحظ الأخلاقي يؤدي إلى حلول غير بديهية. تم توضيح هذا بمثال على حادث مروري. السائق "أ" ، في لحظة غفلة ، يضيء ضوء أحمر بينما يعبر طفل الشارع. يحاول السائق أ تجنب ضرب الطفل لكنه يفشل ويموت الطفل. يقوم السائق B أيضًا بتشغيل الضوء الأحمر ، لكن لا أحد يتخطى ويستلم تذكرة فقط.
إذا طُلب من أحد المارة تقييم السائقين A و B أخلاقياً ، فيمكنهم تعيين اللوم الأخلاقي للسائق A أكثر من اللوم الأخلاقي للسائق B لأن مسار عمل السائق A أدى إلى الوفاة. ومع ذلك ، لا يوجد فرق في الإجراءات التي يمكن التحكم بها التي يقوم بها الطياران "أ" و "ب". التباين الوحيد هو حدث خارجي لا يمكن السيطرة عليه. إذا تم النص على أن المسؤولية الأخلاقية يجب أن تكون ذات صلة فقط عندما يؤدي الوكيل عمداً أو فشل في القيام بعمل ما ، فيجب إلقاء اللوم على السائقين A و B بشكل متساوٍ. يمكن أن يكون هذا مشكلة بديهية ، حيث أدى الموقف إلى الوفاة.

## أربعة أنواع من الحظ الأخلاقي
حدد توماس ناجل (1979) أربعة أنواع من الحظ الأخلاقي في مقالته. النوع الأكثر صلة بالمثال أعلاه هو "الحظ الأخلاقي الناتج".

### نتيجة الحظ الأخلاقي (التتالي)
ترتبط الفرصة الأخلاقية الناتجة بعواقب الأفعال والمواقف. في المثال أعلاه ، تأثر كلا السائقين بالحظ الأخلاقي الناتج حيث ظهرت مجموعة معينة من الظروف بطريقتين مختلفتين. : في موقف ظهر أحد المشاة على الطريق ؛ في الآخر ، لم يفعل المشاة.

### الحظ الأخلاقي الظرفي
يتعلق الحظ الأخلاقي الظرفي بمحيط الفاعل . يتم تقديم أفضل مثال معروف في مقال ناجل(1979). خذ بعين الاعتبار أنصار النازية في ألمانيا هتلر . لقد كانوا وما زالوا يستحقون اللوم الأخلاقي إما لارتكابهم أفعال خاطئة أخلاقياً أو للسماح لهم بالحدوث دون بذل أي جهد لمعارضتها. ولكن ، إذا تم نقل هؤلاء الأشخاص في عام 1929 إلى بلد آخر ، بعيدًا عن الأعمال العدائية القادمة من قبل أرباب العمل ، فمن المحتمل تمامًا أنهم عاشوا حياة مختلفة تمامًا ، ولا يمكننا أن ننسب إليهم نفس الدرجة من اللوم الأخلاقي. . لذلك فإن الأمر متروك للحظ في الظروف التي يجدون أنفسهم فيها.

### الحظ الأخلاقي التأسيسي
يتعلق الحظ الأخلاقي التأسيسي بالطابع الشخصي للفاعل الأخلاقي. بالكاد يمكن الجدل في أن التنشئة والتربية والجينات وغيرها من التأثيرات التي لا يمكن السيطرة عليها إلى حد كبير تشكل الشخصية إلى حد ما. علاوة على ذلك ، فإن شخصية الشخص تملي أفعاله إلى حد ما. يتم إلقاء اللوم الأخلاقي على الفرد لكونه أنانيًا للغاية ، على الرغم من أن هذه الأنانية ترجع جزئيًا إلى التأثيرات البيئية الخارجية.

### الحظ الأخلاقي السببي
الصدفة الأخلاقية السببية ، التي تعادل إلى حد كبير مشكلة الإرادة الحرة ، هي الأقل تفصيلاً من بين الأنواع التي وصفها توماس ناجل. التعريف العام هو أن الإجراءات تحددها الأحداث الخارجية ، وبالتالي فهي عواقب الأحداث التي لا يتحكم فيها الشخص . نظرًا لأن الأشخاص مقيدون في اختيارهم للأفعال بسبب الأحداث التي سبقتهم ، فلا ينبغي تحميلهم المسؤولية عن تلك الأفعال.
تم انتقاد توماس ناجل من قبل دانا نلكين لإدراج الحظ الأخلاقي السببي كفئة منفصلة ، حيث يبدو أنها زائدة عن الحاجة إلى حد كبير. لا يغطي الحالات التي لم يتم تضمينها بالفعل في الحظ التأسيسي والظرف ، ويبدو أنه موجود فقط لإثارة مشكلة الإرادة الحرة. 

## البدائل
حاول بعض الفلاسفة ، مثل سوزان وولف ، ابتكار "وساطة أو وسطية معينة سمتها وسطاء سعداء" يحققون توازنًا بين الرفض الصريح للحظ الأخلاقي والقبول الكامل به. قدم وولف مفاهيم المواقف العقلانية وغير العقلانية كجزء من مثل هذه المصالحة.
الموقف العقلاني ، ببساطة ، هو أن الخطأ المتساوي يستحق نفس اللوم. على سبيل المثال ، نظرًا لأن اثنين من السائقين لم يفحصوا فراملهم قبل القيادة ، فإن أحدهما يمر فوق أحد المشاة نتيجة لذلك ، بينما لا يقوم الآخر بذلك. قد يقول العقلاني أنه نظرًا لأن كلا السائقين كانا على نفس القدر من الخطأ في عدم فحص مكابحهما ، فلا ينبغي أن يحدث فرقًا في أن أحدهما كان محظوظًا لأنه لم يصطدم بمشاة بينما لم يصطدم الآخر. لم يكن محظوظًا - الخطأ الأخلاقي هو بغض النظر عن النتيجة. نظرًا لأن الخطأ هنا متساوٍ ، يجب أن يتلقى الضباط نفس اللوم.
يرى الموقف العواقبي أن الخطأ المتساوي لا يستحق بالضرورة لومًا متساويًا ، حيث يجب أن يعتمد اللوم على العواقب. وفقًا لهذا المنطق ، فإن السائق المحظوظ بالتأكيد لا يستحق الكثير من اللوم مثل السائق غير المحظوظ ، حتى لو كانت أخطائهم متطابقة.
يجمع وولف بين هذين النهجين في محاولة التوفيق بين التوترات المرتبطة بالحظ الأخلاقي من خلال تقديم مفهوم العامل الفاضل. يجب أن يقبل الوكيل الفاضل أن لديه صلة خاصة بعواقب أفعاله ، بما في ذلك حالات الخطأ المتساوي (مثل السائقين المحظوظين / غير المحظوظين أعلاه) ، وحتى في حالات عدم وجود خطأ. تحتفظ هذه الحجة بشكل أساسي بالادعاء العقلاني بأن الخطأ المتساوي يستحق اللوم ، مع الإبقاء على الادعاء العواقبي بأن النتائج المختلفة يجب أن تجعل الوكلاء الأخلاقيين يشعرون ويتصرفون بشكل مختلف.
من المهم التأكيد على التمييز بين اللوم الأخلاقي الداخلي والخارجي أو الثناء. يعتقد وولف أن الغرباء يجب أن يلوموا السائقين المحظوظين وغير المحظوظين بالتساوي على الرغم من حدسهم بأنه لا ينبغي أن يشعروا بالسوء مثل بعضهم البعض (أي أن السائق غير المحظوظ الذي أسقط أحد المشاة يجب أن يشعر بالسوء). ومع ذلك ، يجب على السائق غير المحظوظ نفسه أن يقبل طواعية فكرة وجود علاقة خاصة بين أفعاله والعواقب المؤسفة ، وإلقاء اللوم على نفسه أكثر مما ينبغي للسائق المحظوظ.

## أنظر أيضا
- الحتمية
- قائمة التحيزات المعرفية
  - مجرد فرضية العالم

## أقتباسات
1. ↑  Nelkin 2013.

### الموسوعات
- Nelkin، Dana K. (ديسمبر 2013). Moral Luck. Metaphysics Research Lab, Stanford University. مؤرشف من الأصل في 2023-07-13.
- "Moral Luck". موسوعة الإنترنت للفلسفة. 2008. ISSN:2161-0002. مؤرشف من الأصل في 2022-01-27. اطلع عليه بتاريخ 2014-11-15. {{استشهاد ويب}}: الوسيط |الأول= يفتقد |الأخير= (مساعدة)